# Adela (película de 2000)
Adela película dirigida por Eduardo Mignogna en el año 2000. Coproducción entre Argentina, España y Canadá.

## Argumento
Bolivia, 1945. Timar (Grégoire Colin), un joven trotamundos, llega a San Jacinto, una comunidad formada por una conflictiva mezcla de indígenas, criollos y europeos, para encargarse de una empresa de exportación-importación. Cuando se cometen dos crímenes en el interior del Hotel Central, donde se aloja, todos los indicios señalan a Adele ( Eulalia Ramón ), la atractiva esposa del propietario. En su intento de escapar de San Jacinto, Adela hará que Timar se enamore desesperadamente de ella, e involucrará a María, una de sus asistentas, en la acusación de los asesinatos. Cuando descubra la verdad, Timar se debatirá entre sus sentimientos y la injusticia que supone acusar a una persona inocente.